# Collegio di Brecon and Radnorshire
Brecon and Radnorshire è stato un collegio elettorale gallese rappresentato alla Camera dei comuni del Parlamento del Regno Unito. Eleggeva un membro del parlamento con il sistema maggioritario a turno unico; il collegio è stato abolito in occasione della revisione periodica del 2024.

## Estensione
I confini del collegio corrispondevano all'incirca con le contee tradizionali del Brecknockshire e Radnorshire. Radnorshire era compresa interamente, e l'unica area popolata in maniera significativa del Brecknockshire che non si trovava nel collegio era Brynmawr, che si trovava in Blaenau Gwent. Il collegio di Brecon and Radnorshire era il più esteso dell'Inghilterra e Galles, per area. Nessuna città del collegio superava la popolazione di 10.000 abitanti, e la maggiore città era Ystradgynlais, con 9.000 abitanti. Altre città del collegio erano Brecon, Knighton, Crickhowell e Llandrindod Wells. Il resto del collegio era composto da piccoli villaggi e terra adibita a pascoli; le pecore erano in rapporto 10:1 rispetto agli umani a Powys.

## Membri del parlamento
| Elezione | Elezione               | Deputato                | Partito             |
| -------- | ---------------------- | ----------------------- | ------------------- |
|          | 1918                   | Sidney Robinson         | Coalizione Liberale |
| 1922     | William Albert Jenkins | Liberale                |                     |
|          | 1924                   | Walter Hall             | Conservatore        |
|          | 1929                   | Peter Freeman           | Laburista           |
|          | 1931                   | Walter Hall             | Conservatore        |
|          | 1935                   | Ivor Guest              | Nazionale           |
|          | 1939 (S)               | William Jackson         | Laburista           |
| 1945     | Tudor Watkins          |                         | Laburista           |
| 1970     | Caerwyn Roderick       |                         | Laburista           |
|          | 1979                   | Tom Hooson              | Conservatore        |
|          | 1985 (S)               | Richard Livsey          | Liberale            |
|          | 1992                   | Jonathan Evans          | Conservatore        |
|          | 1997                   | Richard Livsey          | Liberal Democratici |
| 2001     | Roger Williams         |                         | Liberal Democratici |
|          | 2015                   | Christopher Paul Davies | Conservatore        |
|          | 2019 (S)               | Jane Dodds              | Liberal Democratici |
|          | 2019                   | Fay Jones               | Conservatore        |
|          | 2024                   | Collegio abolito        | Collegio abolito    |

## Elezioni

### Elezioni negli anni 2010
| Partito                    | Partito                                         | Candidato                  | Risultati 12 dicembre 2019 | Risultati 12 dicembre 2019 |
| Partito                    | Partito                                         | Candidato                  | Voti                       | %                          |
| -------------------------- | ----------------------------------------------- | -------------------------- | -------------------------- | -------------------------- |
|                            | Conservatore                                    | Fay Jones                  | 21 958                     | 53,14                      |
|                            | Lib Dem                                         | Jane Dodds                 | 14 827                     | 35,88                      |
|                            | Laburista                                       | Tomos Davies               | 3 944                      | 9,55                       |
|                            | Monster Raving Loony                            | Lady Lily the Pink         | 345                        | 0,83                       |
|                            | Cristiano                                       | Jeff Green                 | 245                        | 0,59                       |
|                            |                                                 |                            |                            |                            |
| Iscritti                   | Iscritti                                        | Iscritti                   | 55 490                     | 100,00                     |
| ↳ Votanti (% su iscritti)  | ↳ Votanti (% su iscritti)                       | ↳ Votanti (% su iscritti)  | 41 319                     | 74,46                      |
| ↳ Astenuti (% su iscritti) | ↳ Astenuti (% su iscritti)                      | ↳ Astenuti (% su iscritti) | 14 171                     | 25,54                      |
|                            |                                                 |                            |                            |                            |
|                            | Esito: collegio passa da Lib Dem a Conservatore |                            |                            |                            |

| Partito                    | Partito                                         | Candidato                  | Risultati 1 agosto 2019 | Risultati 1 agosto 2019 |
| Partito                    | Partito                                         | Candidato                  | Voti                    | %                       |
| -------------------------- | ----------------------------------------------- | -------------------------- | ----------------------- | ----------------------- |
|                            | Lib Dem                                         | Jane Dodds                 | 13 826                  | 43,46                   |
|                            | Conservatore                                    | Christopher Davies         | 12 401                  | 38,98                   |
|                            | Brexit Party                                    | Des Parkinson              | 3 331                   | 10,47                   |
|                            | Laburista                                       | Tom Davies                 | 1 680                   | 5,28                    |
|                            | Monster Raving Loony                            | Lady Lily the Pink         | 334                     | 1,05                    |
|                            | UKIP                                            | Liz Phillips               | 242                     | 0,76                    |
|                            |                                                 |                            |                         |                         |
| Iscritti                   | Iscritti                                        | Iscritti                   | 53 271                  | 100,00                  |
| ↳ Votanti (% su iscritti)  | ↳ Votanti (% su iscritti)                       | ↳ Votanti (% su iscritti)  | 31 814                  | 59,72                   |
| ↳ Astenuti (% su iscritti) | ↳ Astenuti (% su iscritti)                      | ↳ Astenuti (% su iscritti) | 21 457                  | 40,28                   |
|                            |                                                 |                            |                         |                         |
|                            | Esito: collegio passa da Conservatore a Lib Dem |                            |                         |                         |

| Partito                    | Partito                                   | Candidato                  | Risultati 8 giugno 2017 | Risultati 8 giugno 2017 |
| Partito                    | Partito                                   | Candidato                  | Voti                    | %                       |
| -------------------------- | ----------------------------------------- | -------------------------- | ----------------------- | ----------------------- |
|                            | Conservatore                              | Christopher Davies         | 20 081                  | 48,58                   |
|                            | Lib Dem                                   | James Gibson-Watt          | 12 043                  | 29,14                   |
|                            | Laburista                                 | Dan Lodge                  | 7 335                   | 17,75                   |
|                            | Plaid Cymru                               | Kate Heneghan              | 1 299                   | 3,14                    |
|                            | Verdi                                     | Peter Gilbert              | 576                     | 1,39                    |
|                            |                                           |                            |                         |                         |
| Iscritti                   | Iscritti                                  | Iscritti                   | 53 750                  | 100,00                  |
| ↳ Votanti (% su iscritti)  | ↳ Votanti (% su iscritti)                 | ↳ Votanti (% su iscritti)  | 41 334                  | 76,90                   |
| ↳ Astenuti (% su iscritti) | ↳ Astenuti (% su iscritti)                | ↳ Astenuti (% su iscritti) | 12 416                  | 23,10                   |
|                            |                                           |                            |                         |                         |
|                            | Esito: collegio confermato a Conservatore |                            |                         |                         |

| Partito                    | Partito                                         | Candidato                  | Risultati 7 maggio 2015 | Risultati 7 maggio 2015 |
| Partito                    | Partito                                         | Candidato                  | Voti                    | %                       |
| -------------------------- | ----------------------------------------------- | -------------------------- | ----------------------- | ----------------------- |
|                            | Conservatore                                    | Christopher Davies         | 16 453                  | 41,09                   |
|                            | Lib Dem                                         | Roger Williams             | 11 351                  | 28,35                   |
|                            | Laburista                                       | Matthew Dorrance           | 5 904                   | 14,74                   |
|                            | UKIP                                            | Darran Thomas              | 3 338                   | 8,34                    |
|                            | Plaid Cymru                                     | Freddy Greaves             | 1 737                   | 4,34                    |
|                            | Verdi                                           | Chris Carmichael           | 1 261                   | 3,15                    |
|                            |                                                 |                            |                         |                         |
| Iscritti                   | Iscritti                                        | Iscritti                   | 54 300                  | 100,00                  |
| ↳ Votanti (% su iscritti)  | ↳ Votanti (% su iscritti)                       | ↳ Votanti (% su iscritti)  | 40 074                  | 73,80                   |
| ↳ Astenuti (% su iscritti) | ↳ Astenuti (% su iscritti)                      | ↳ Astenuti (% su iscritti) | 14 226                  | 26,20                   |
|                            |                                                 |                            |                         |                         |
|                            | Esito: collegio passa da Lib Dem a Conservatore |                            |                         |                         |

| Partito                    | Partito                              | Candidato                            | Risultati 6 maggio 2010 | Risultati 6 maggio 2010 |
| Partito                    | Partito                              | Candidato                            | Voti                    | %                       |
| -------------------------- | ------------------------------------ | ------------------------------------ | ----------------------- | ----------------------- |
|                            | Lib Dem                              | Roger Williams                       | 17 929                  | 46,16                   |
|                            | Conservatore                         | Suzy Davies                          | 14 182                  | 36,51                   |
|                            | Laburista                            | Chris Lloyd                          | 4 096                   | 10,54                   |
|                            | Plaid Cymru                          | Janet Davies                         | 989                     | 2,55                    |
|                            | UKIP                                 | Clive Easton                         | 876                     | 2,26                    |
|                            | Verdi                                | Dorienne Robinson                    | 341                     | 0,88                    |
|                            | Cristiano                            | Jeffery Green                        | 222                     | 0,57                    |
|                            | Monster Raving Loony                 | Chris "Lord Offa of the Dyke" Rogers | 210                     | 0,54                    |
|                            |                                      |                                      |                         |                         |
| Iscritti                   | Iscritti                             | Iscritti                             | 53 579                  | 100,00                  |
| ↳ Votanti (% su iscritti)  | ↳ Votanti (% su iscritti)            | ↳ Votanti (% su iscritti)            | 38 845                  | 72,50                   |
| ↳ Astenuti (% su iscritti) | ↳ Astenuti (% su iscritti)           | ↳ Astenuti (% su iscritti)           | 14 734                  | 27,50                   |
|                            |                                      |                                      |                         |                         |
|                            | Esito: collegio confermato a Lib Dem |                                      |                         |                         |

### Elezioni negli anni 2000
| Partito                    | Partito                              | Candidato                  | Risultati 5 maggio 2005 | Risultati 5 maggio 2005 |
| Partito                    | Partito                              | Candidato                  | Voti                    | %                       |
| -------------------------- | ------------------------------------ | -------------------------- | ----------------------- | ----------------------- |
|                            | Lib Dem                              | Roger Williams             | 17 182                  | 44,81                   |
|                            | Conservatore                         | Andrew Davies              | 13 277                  | 34,63                   |
|                            | Laburista                            | Leighton Veale             | 5 755                   | 15,01                   |
|                            | Plaid Cymru                          | Mabon ap Gwynfor           | 1 404                   | 3,66                    |
|                            | UKIP                                 | Elizabeth Phillips         | 723                     | 1,89                    |
|                            |                                      |                            |                         |                         |
| Iscritti                   | Iscritti                             | Iscritti                   | 55 166                  | 100,00                  |
| ↳ Votanti (% su iscritti)  | ↳ Votanti (% su iscritti)            | ↳ Votanti (% su iscritti)  | 38 341                  | 69,50                   |
| ↳ Astenuti (% su iscritti) | ↳ Astenuti (% su iscritti)           | ↳ Astenuti (% su iscritti) | 16 825                  | 30,50                   |
|                            |                                      |                            |                         |                         |
|                            | Esito: collegio confermato a Lib Dem |                            |                         |                         |

| Partito                    | Partito                              | Candidato                  | Risultati 7 giugno 2001 | Risultati 7 giugno 2001 |
| Partito                    | Partito                              | Candidato                  | Voti                    | %                       |
| -------------------------- | ------------------------------------ | -------------------------- | ----------------------- | ----------------------- |
|                            | Lib Dem                              | Roger Williams             | 13 824                  | 36,85                   |
|                            | Conservatore                         | Felix Aubel                | 13 073                  | 34,85                   |
|                            | Laburista                            | Huw Irranca-Davies         | 8 024                   | 21,39                   |
|                            | Plaid Cymru                          | Brynach Parri              | 1 301                   | 3,47                    |
|                            | Indipendente                         | Ian Mitchell               | 762                     | 2,03                    |
|                            | UKIP                                 | Elizabeth Phillips         | 452                     | 1,20                    |
|                            | Indipendente                         | Robert Nicholson           | 80                      | 0,21                    |
|                            |                                      |                            |                         |                         |
| Iscritti                   | Iscritti                             | Iscritti                   | 53 214                  | 100,00                  |
| ↳ Votanti (% su iscritti)  | ↳ Votanti (% su iscritti)            | ↳ Votanti (% su iscritti)  | 37 516                  | 70,50                   |
| ↳ Astenuti (% su iscritti) | ↳ Astenuti (% su iscritti)           | ↳ Astenuti (% su iscritti) | 15 698                  | 29,50                   |
|                            |                                      |                            |                         |                         |
|                            | Esito: collegio confermato a Lib Dem |                            |                         |                         |

## Risultati dei referendum

### Referendum sulla permanenza del Regno Unito nell'Unione europea del 2016
|             | Collegio               | Lasciare UE % | Rimanere in UE % |
| ----------- | ---------------------- | ------------- | ---------------- |
|             | Brecon and Radnorshire | 51,7%         | 48,3%            |
| Galles      | 52,5%                  | 47,5%         |                  |
| Regno Unito | 51,9%                  | 48,1%         |                  |